# Kreativitätstechniken
Kreativitätstechniken sind Methoden zur Förderung von Kreativität und gezieltem Erzeugen neuer Ideen, um Visionen zu entwickeln oder Probleme zu lösen. In Wirtschaft, Politik, Bildung usw. werden dafür gezielt Innovationsworkshops und Innovationsprojekte durchgeführt. Bei der Anwendung von Kreativitätstechniken darf man nicht außer Acht lassen, dass Kreativität in einer komplexen Interaktion von Begabung, Wissen, Können, Motivation, Persönlichkeitseigenschaften und Umgebungsbedingungen stattfindet.
Eine Meta-Analyse von 70 Studien verglich verschiedene Maßnahmen, um die Kreativität zu fördern. Am besten funktionieren Kreativitätstechniken, 
- die die Technik der Analogiebildung hervorheben und
- solche, die einüben, Einschränkungen der Situation oder Umgebung zu identifizieren.

Dagegen haben Techniken, die auf expressiven Aktivitäten (z. B. Malen von Emotionen, Tanzen nach Stimmungen) beruhen, stark negative Effekte auf die kreative Leistung.

## Methoden
Die im Folgenden beschriebenen Methoden eignen sich, Probleme zu präzisieren, die Ideenfindung und den Ideenfluss Einzelner oder von Gruppen zu beschleunigen, die Suchrichtung zu erweitern und gedankliche Blockaden aufzulösen. Bei schlecht strukturierten, offenen Problemen ist die Zahl und Art der möglichen Lösungen nicht vorgegeben; jedes Ergebnis des Lösungsprozesses ist nur eine relativ optimale Lösung zu einem bestimmten Zeitpunkt. Mit der Anwendung von Kreativitätstechniken wird die Kreativität der Beteiligten angeregt, um völlig neue, noch nicht realisierte Lösungen zu finden.

### Ideen generieren
„Ideenfindung“ wird als gesteuertes Generieren neuer Konzepte zu einem definierten Zeitpunkt verstanden. Für die Ideenfindung wurden zahlreiche Methoden entwickelt. Diese Methoden sind keine Algorithmen, die korrekt angewandt auch garantiert zu einem „richtigen“ Ergebnis führen, wie beispielsweise schriftliches Addieren. Vielmehr sind sie Heuristiken, d. h. Verfahren, die sich in der Praxis als zielführend erwiesen haben, aber bei jeder Anwendung unterschiedliche Ergebnisse von unterschiedlicher Qualität liefern. Die bekannteste Methode ist das Brainstorming, das in den 1950er Jahren in den USA von Alex Osborn entwickelt wurde und seither als Inbegriff der Ideenfindung verstanden wird.
Ideenfindungs-Methoden eignen sich primär für Probleme, bei denen der Lösungsweg noch unbekannt ist (sogenannte „schlechtstrukturierte“ Probleme), weniger für Probleme, für die es einen bekannten Lösungsweg gibt (sogenannte „wohlstrukturierte“ Probleme). Teilweise wird jedoch auch hier Ideenfindung eingesetzt, um bestehende Lösungen zu hinterfragen, denn geänderte Umstände oder Anforderungen können neue Lösungswege wünschenswert oder erforderlich machen, unabhängig von einer bereits vorhandenen, akzeptierten Lösung.
Qualität und Quantität der Ideen sind abhängig von der Aufgabe, der angewandten Methode, den Teilnehmern und insbesondere von deren innerer Einstellung. Die Ergebnisse sind vorher nicht bekannt. Die Qualität wird gesteigert, wenn die Teilnehmer kreative Denkstrategien anwenden.

### Vorteil der Gruppe
Die meisten Methoden sind als Gruppen-Methoden bekannt, können aber in der Regel auch von Einzelpersonen angewandt werden. Zur Ideenfindung in diesem Sinne werden in der Regel Gruppen von 7–14 Teilnehmern gebildet, die eine solche Methode anwenden. Je nach Methode dauert eine solche Ideenfindungs-Sitzung zwischen 30 und 60 Minuten. Die Gruppe hat den Vorteil, dass nicht nur eine große Zahl, sondern im Kollektiv auch eine höhere Diversität von Lösungsideen zu erreichen ist. Die Gruppen-Zusammensetzung sollte daher möglichst heterogen sein. Damit die Gruppe effektiv arbeiten kann, ist für die Ideenfindung meist ein Moderator erforderlich, der die Methode kennt und die Teilnehmer entsprechend anleitet.

### Allgemeiner Aufbau
Die Methoden liefern in der Regel erste Grundideen, die dann zu Ideenkonzepten weiterentwickelt und konkretisiert werden müssen und danach zur Realisierung ausgewählt werden (Bewertungsverfahren und Auswahlstrategien).
Die Kreativitätsmethoden lassen sich in intuitive und diskursive Methoden aufteilen.

#### Intuitive Methoden
Intuitive Methoden liefern in kurzer Zeit sehr viele Ideen (in 30 Minuten 100–400 Einzelideen). Sie fördern Gedankenassoziationen bei der Suche nach neuen Ideen. Sie sind auf Aktivierung des Unbewussten ausgelegt: Wissen, an das man sonst nicht denkt. Diese Techniken und Arbeitsformate sollen helfen, eingefahrene Denkgleise zu verlassen. Sie aktivieren das Potenzial ganzer Gruppen und legen eine breite Ideenbasis, bevor mit diskursiven Methoden weitergearbeitet wird.
Am bekanntesten ist wohl das in der Gruppe laut durchgeführte Brainstorming, welches in einer Vielzahl von Varianten praktiziert wird. Die eher ruhige, schriftliche Form Brainwriting hat wiederum viele Ableger nachgezogen. Weitere bekannte Formate sind die Analogie- und Verfremdungsmethoden, bei denen Lösungen eines Bereichs entsprechende Ideen für einen anderen Bereich liefern sollen, wie die Bionik. Ein dritter Strang der intuitiven Formate arbeitet mit bewegten Stilelementen, wie z. B. die Galeriemethode.
| ruhige Techniken - Kreatives Schreiben - Brainwriting - Collective-Notebook - 6-3-5 Methode - Brainwriting Pool - ABC-Liste - Mind Mapping - KJ-Methode - NM-Methode - Cluster (Kreatives Schreiben) - Ideen-Marathon - Progressive Abstraktion | laute Techniken - Brainstorming - Negativkonferenz - Kopfstandtechnik - Provokationstechnik - Bisoziation - Analogietechnik - Zufallstechniken - Superposition - Semantische Intuition - Bionik - Synektik - TILMAG-Methode - CATWOE - Force-Fit-Spiel - Thinking at the Edge/TAE - Osborn-Checkliste - SCAMPER | bewegte Techniken - Galeriemethode - Kartenabfrage - Pinnwandmoderation (Metaplan-Technik) |

#### Diskursive Methoden
Diskursive Methoden liefern in 30 Minuten 10–50 Ideen. Sie führen den Prozess der Lösungssuche systematisch und bewusst in einzelnen, logisch ablaufenden Schritten durch (diskursiv = von Begriff zu Begriff logisch fortschreitend). Solche Methoden beschreiben ein Problem vollständig, indem es analytisch in kleinste Einheiten aufgespaltet wird, wie beim Morphologischen Kasten, dessen Kriterien und Ausprägungen ein Problem eindeutig, vollständig und überschneidungsfrei (engl. Merkwort MECE: mutually exclusive, collectively exhaustive) beschreiben soll. Ebenso die Relevanzbaumanalyse, die von Ast zu Ast präziser wird.
- Morphologischer Kasten
- Osborn-Checkliste
- SCAMPER bzw. SCAMMPERR
- Ursache-Wirkungs-Diagramm
- Relevanzbaumanalyse
- Progressive Abstraktion
- Kraftfeldanalyse[5]

#### Kombimethoden
Daneben haben sich Kreativitätsansätze entwickelt, welche intuitive und diskursive Elemente vereinen:
- Creative Problem Solving (CPS) nach Osborn/Parnes
- Denkhüte von De Bono oder Sechs Hüte
- Wertanalyse (Value Analysis, ISO genormte Funktionenanalyse)
- Walt-Disney-Methode mit drei Rollen
- TRIZ: ein russisches System, sinngemäß übersetzt „Theorie des erfinderischen Problemlösens“
- ARIZ: ein Schrittverfahren zur Lösung von Erfindungsproblemen
- Zukunftswerkstatt: ein Kreativitätsansatz in 4 Phasen nach dem Zukunftsforscher Robert Jungk
- Open Space: eine kreative Großgruppenmethodik nach Harrison Owen
- World-Café
- BarCamp

## Bekannte Personen und Organisationen
- Alex Osborn, Entwickler des Brainstormings und der CPS-Methodik
- Genrich Saulowitsch Altschuller, Hauptentwickler der TRIZ-Methodik
- Tony Buzan, Erfinder der Mind Map
- Edward de Bono, Erfinder der Denkhüte und des lateralen Denkansatzes[6]
- Ishikawa Kaoru, Erfinder des Ursache-Wirkungsdiagramms
- Fritz Zwicky, Entwickler der Kreativ-Morphologie
- CEF (Creative Education Foundation), von Alex Osborn gegründete Kreativorganisation, die sich der Pflege, Weiterentwicklung und Verbreitung der Kreativität widmet
- Eugene T. Gendlin entwickelte Thinking at the Edge/TAE